# Demain dimanche
Jeunes visages
Demain dimanche est une série télévisée québécoise en 29 épisodes de 25 minutes en noir et blanc scénarisée par Alec Pelletier et diffusée du 11 octobre 1958 au 4 juillet 1959 à la Télévision de Radio-Canada. Elle est suivie de Jeunes visages diffusée à l'automne 1959, chaque dimanche matin.

## Fiche technique
- Réalisation : André Bousquet et Pierre Gauvreau
- Scénarisation : Alec Pelletier
- Société de production : Société Radio-Canada

## Distribution
- Gilbert Comtois : Jean Lemire
- Lucille Cousineau : Louise Lemire
- Yvon Dufour : Benoît Lemire
- Jocelyn Joly : Claude Lemire
- Denise Proulx : Arzélie Lemire
- Louise Rémy : Cathou Lemire
- Marcel Sabourin : Roger Lemire
- Denise Bombardier : Christine Beauchamp
- Claude Brabant : Johanne Cormier)
- René Caron : Roch Lasnier
- Monique Chabot : Janine Lemire
- Jean Doyon : Olivier Goudreault
- Luce Guilbeault : Nicole Goudreault
- Rita Imbault : Claire Cormier
- Françoise Millette : Luce Dumont
- Pascal Rollin : Patrice Bujold
- Yvon Thiboutot : Théo Miville
- Jacques Bilodeau : René
- Robert Boulanger : Luc
- André de Bellefeuille : Jutras
- Pierre Dufresne : Tony
- Pat Galloway : Kim
- Paul Hébert : Georges
- Nicole Kerjean : Bonne
- Roger Lebel : Dr Goudreault
- Marie-Ève Liénard : Mme Goudreault
- Jacques Marineau : Bijoutier
- Jean-Louis Millette : Vincent
- Mathieu Poulin : Pijo
- Gilles Rochette : Abbé Théroux
- Claudine Thibaudeau : Logeuse